# 眭石
眭石（？—？），字金卿，南直隶镇江府丹阳县民籍真定府赵州人，明朝政治人物。

## 生平
万历二十九年（1601年）辛丑科進士，选庶吉士，三十一个升翰林院检讨。工古文词，操笔数千言立就。时宫中有郭贵人者，其母眭氏，贵人以甥舅礼请通，石不可曰：六世而袒免，吾家去赵州越六世矣，何能序昭穆耶？贵人尋卒，诏究所赐寳履，亲属有波累者，人皆服其先见。著有《东荪集》。

## 家族
祖眭烨，嘉靖八年进士。